# Jack Beresford
Jack Beresford (Londres, 1 de janeiro de 1899 - 3 de dezembro de 1977) foi um remador escocês, campeão olímpico.
Jack Beresford competiu nos Jogos Olímpicos de 1920 a 1936, na qual conquistou a medalha de ouro no skiff simples, skiff duplo e quatro sem.